# 附例特檢隊
附例特檢隊（俗稱灰狗；英文：By-laws Inspection Unit）於2009年4月8日成立，隸屬於港鐵。

## 歷史
鑑於2009年首3個月在港鐵範圍內發生了近13,000宗逃票案件，當中逾6成發生於東鐵線；港鐵遂於同年4月8日以臨時的形式成立附例特檢隊，主力打擊逃票。
附例特檢隊由退休警署警長黃成根擔任隊長（曾經駐守於刑事情報科、衝鋒隊及防止罪案科等等多個香港警察單位），試行單位運作半年。
於成立一年多後，港鐵檢討成效，顯示逃票問題有顯著的改善，附例特檢隊遂恆常運作。2010年年初的逃票案件比較2009年年初同期大跌近8成，減至了逾1,900宗。
2012年起，附例特檢隊在羅湖站及上水站站內外設置鐵馬以疏導輪候入閘人流，並且協助保安員截查涉嫌從事水貨活動的乘客及執行行李重量限制事務 。
鑑於新界北受到大量中國大陸水貨攜帶者的影響，及配合東鐵線推行行李重量限制試驗，港鐵在粉嶺站以北的沿線鐵路站設立電子地磅，限制行李在32公斤或者以下；港鐵同時增加附例特檢隊編制，由29名增加至39名，輔助保安人員編制則由74名增加至92名。

## 組織
附例特檢隊由一名指揮官領導（指揮官職位由香港警務處或香港海關借調一名督察級人員出任），一名副指揮官輔助，另有5名當值隊長和51名隊目帶領外判保安人員。

## 職責範圍
成立至今，附例特檢隊主要駐守於東鐵線上水站、粉嶺站、羅湖站及落馬洲站，管理鐵路站的人流。
附例特檢隊的主要責任為在巡邏沿線鐵路站、執行《香港法例》第556B章《香港鐵路附例》（當中主要打擊逃票及防止乘客攜帶超重行李及危險品進入港鐵範圍）、人群管制及協助身體不適的乘客等等。
與此同時，附例特檢隊聯同由退役啹喀兵組成的單位和輔助保安人員合作，共同協助打擊罪案。

## 入職要求

### 隊目
應聘成為附例特檢隊隊目者需要持有香港中學會考或者香港中學文憑學歷，並且擁有兩年執行《香港鐵路附例》之工作經驗，或者在香港紀律部隊服務之資歷。

### 隊員
附例特檢隊人員全部均為退休香港紀律部隊（包括香港警務處 ，香港海關，懲教署，入境事務處，香港消防處和廉政公署等）人員，部份為現任香港輔助警察隊和民眾安全服務隊人員。

### 訓練
附例特檢隊隊員於執勤前均需要接受一連串的訓練，包括熟讀《香港鐵路附例》、了解港鐵架構及運作，並且熟識鐵路站及列車車廂環境等。

## 裝備
- 制服
- 電子地磅
- 隨身攝錄機
  - 共有60部，每部價值約7,000港元
  - 於2015年2月9日起試用半年[14][15][16]，於半年後檢討成效[17]
  - 人員在攝錄前會先作出口頭通知，事後需要填寫報告，包括使用時間、地點及原因
  - 有關記錄將會移交至港鐵內部處理，再由獲授權之職員翻看[18]；若然紀錄無用途，則會於28日後銷毁[19][20][21][22][23]
- 手提式無線電通訊器

### 文件
- 違反附例報告
- 收據（附加費）
- 徵收附加費通知書
- 違反香港鐵路附例通知書
- 車票/八達通/二維碼資料讀查報告
- 違反香港鐵路附例擬檢控通知書

## 事件
臨近農曆新年，不少水貨攜帶者均辦理年貨，上水站又再成為重災區，其內外每日聚集著大量水貨攜帶者。
每逢人流高峰時段，均容易發生乘客糾紛、肢體衝突，以至襲擊港鐵職員（亦包括多宗涉嫌針對附例特檢隊隊員）的情況。

### 職員被毆打
2009年9月16日，一名休班附例特檢隊隊員在羅湖口岸過關後，被水貨攜帶者認出，遭受言語暴力及糾黨圍毆，在深圳海關人員保護下才告安全，不過仍然被數十人在羅湖關口上遭到圍堵，並且不停叫囂。
事件引發香港鐵路員工總會促請警察積極介入及協助港鐵維持鐵路站內之公共秩序，否則擔心職員被毆打之情況繼續發生。

## 相關參見
- 鐵路警區
- 光復上水站